# Hälleforsnäs
Hälleforsnäs is een plaats in de gemeente Flen in het landschap Södermanland en de provincie Södermanlands län in Zweden. De plaats heeft 1747 inwoners (2005) en een oppervlakte van 245 hectare.

## Verkeer en vervoer
De plaats heeft een station aan de spoorlijn Oxelösund - Sala.